# Sedmina (glasbena skupina)
Sedmina je slovenska glasbena skupina ustanovljena leta 1977, igrali so etno, šanson, akustični rock in folk.

## Zasedba
- Veno Dolenc - akustična kitara, vokal,
- Lado Jakša - klarinet, klavir, flavta,
- Božidar Ogorevc - violina, viola,
- Melita Osojnik - vokal,
- Edi Stefančič - klasična kitara, tamburica.

## Diskografija

### Albumi
(Melita in Veno Dolenc) Sedmina
- Ljubljana, Helidon, 1980. (LP).
- Cusano Milanino (MI), Italija: Mellotron Records, 1996.

1. Pesem o Tanji
2. Jutro
3. Pesem
4. Magdalena
5. Angel varuh
6. Deklica z vžigalicami
7. Veter beli konj
8. Etuda
9. Ljubica
10. Svatba
11. Ogledalo
12. Uspavanka

(Sedmina) II. dejanje
- Ljubljana: Helidon 1982. (LP).
- Cusano Milanino (MI), Italija: Mellotron Records, 1996.

1. Gledališče
2. V polju gre pšenica v klas
3. Ciganka
4. Circus
5. Pav
6. Fotograf
7. Kólo (za Duško)

(Duma) Rojstvo idola
- Ljubljana: ZKP RTV Slovenija 1993. (kaseta).
- Ljubljana: Vinilmanija Records, 1998. (CD). Ob ponovni izdaji je kot avtor navedena skupina Sedmina.

1. Zapuščena
2. Dvorci zgubljenih korakov
3. V hiši veselja
4. Igraj v kolu, jabolko
5. Ptica (pesmi je dodan odlomek iz 81. psalma)
6. Menuet 1
7. Balada o obešencih (pesmi je dodana molitev Oče Naš v starocerkveni slovanščini)
8. Sonet o lepih besedah
9. Druidi
10. Menuet 2

(Sedmina) Onkraj reke.
- Radovljica: Didakta, 1994. (kaseta, CD).

1. Sarabanda
2. Večer
3. Jaga baba
4. Ljubezen
5. Pot v Avignon
6. Volk
7. Marija in brodnik
8. Hommage Vincentu van Goghu
9. Onkraj reke
10. Na poti v Krasnodar
11. Knjiga
12. Lepa Jana
13. Na promenadi
14. Oblaki

(Sedmina) Stekleni čas.
- Radovljica: Didakta, 1999. (CD).

1. Balada o gospeh minulih dni / François Villon [prevedel Janez Menart]
2. Grad / Kajetan Kovič
3. Nezakonska mati / France Prešeren
4. Aj zelena je vsa gora / ljudska
5. Ikarova tožba / Charles Baudelaire ; [prevedel Jože Udovič]
6. Šetala san / ljudska
7. Daljave / Kajetan Kovič
8. Tri želje / France Prešeren
9. Žerjavi / Veno Dolenc
10. Omen / Veno Dolenc
11. Coprnica / Janez Menart
12. Epitaf in rondo / François Villon [prevedel Janez Menart]
13. Balade des seigneurs du temps jadis (Balada o gospodih davnih dni) / François Villon [prevedel Janez Menart]